# Мцыри (балет)
«Мцыри» — балет, созданный на основе одноимённой поэмы Михаила Юрьевича Лермонтова. Балет в двух актах шести картинах. Перевод названия поэмы, так же, как и балета, с грузинского языка означает «неслужащий монах», «послушник».

## История
Балет «Мцыри» был поставлен 30 декабря 1964 года в театре имени Палиашвили. Балетмейстер — Р. А. Цулукидзе. Художник — И. А. Кипшидзе. Дирижёр — Г. В. Азмайпарашвили.
Композитор — Андрей Мелитонович Баланчивадзе.
Исполнители: Ц. А. Баланчивадзе, И. А. Джандиери, Б. Г. Монавардисашвили. А. М. Баланчивадзе на создание балета «Мцыри» вдохновил приезд в СССР Джорджа Баланчина и его артистов.
В 1977 году на основе поэмы «Мцыри» был поставлен телевизионный фильм-балет. Балетмейстером выступил Михаил Леонидович Лавровский, он же исполнил главную роль. Музыку к фильму-балету написал Давид Александрович Торадзе, режиссёр Заал Абесаломович Какабадзе. Проект создавался на Грузинской студии телефильмов. В 1978 году фильм-балет получил Гран при Международного фестиваля ассоциации танц-видеофильмов в Нью-Йорке. Также фильм был показан на пятом всесоюзном фестивале телефильмов и получил специальный диплом жюри по разделу музыкальных фильмов.